# Pseudodiphasium volubile
Espèce
Pseudodiphasium volubile, anciennement Lycopodium volubile, est une espèce de plante vasculaire de la sous-famille des Lycopodioidées, et l'unique espèce du genre Pseudodiphasium, ce qui en fait une plante monotypique. Originaire de la région indo-pacifique, elle est surtout remarquable pour son port grimpant et sa distribution variée, allant de la Malaisie péninsulaire jusqu'à l'Australie.

## Taxonomie

### Historique
Autrefois classé dans le genre Lycopodium par Georg Forster en 1786, ce lycopode a été reclassé dans le genre Pseudodiphasium en 1983 par Josef Holub dans le cadre d'une révision des genres de la famille des Lycopodiacées. Le genre a été inclus dans la sous-famille des Lycopodioidées après une révision taxonomiques des Ptéridophytes en 2016 (PPG I).

### Description
Cette plante se caractérise par des tiges grêles et volubiles, capables de s'enrouler autour d'autres végétaux ou de s'étendre sur le sol. Les feuilles, petites et disposées en spirale, sont linéaires et imbriquées, formant un feuillage dense. Les sporophylles, qui produisent les spores, sont généralement regroupées en strobiles à l'extrémité des tiges. Comme la plupart des lycophytes, P.volubile se reproduit par des spores, qui se développent dans des structures spécialisées appelées sporanges. Ces spores sont disséminées par le anémochorie, favorisant la colonisation de nouveaux habitats.
L’espèce est adaptée aux environnements tropicaux et subtropicaux, souvent dans les forêts humides, où elle peut croître aussi bien au niveau du sol qu’à des hauteurs modérées grâce à ses capacités grimpantes.

## Distribution et habitat
Pseudodiphasium volubile est originaire de la Malaisie péninsulaire, de l'Indonésie, de la Nouvelle-Guinée et du nord-est de l'Australie (notamment le Queensland). Elle a également été introduite dans certaines régions d'Amérique du Sud, comme l'Équateur, où elle s'est bien adaptée à des habitats similaires.
L'espèce préfère les zones ombragées et humides, souvent dans les sous-bois denses ou en bordure de ruisseaux.